# 1943 en Alberta
Chronologie de l'Alberta
- 1939
- 1940
- 1941
- 1942
- 1943
- 1944
- 1945
- 1946
- 1947

Cette page concerne des événements qui se sont produits durant l'année 1943 dans la province canadienne de l'Alberta.

## Politique

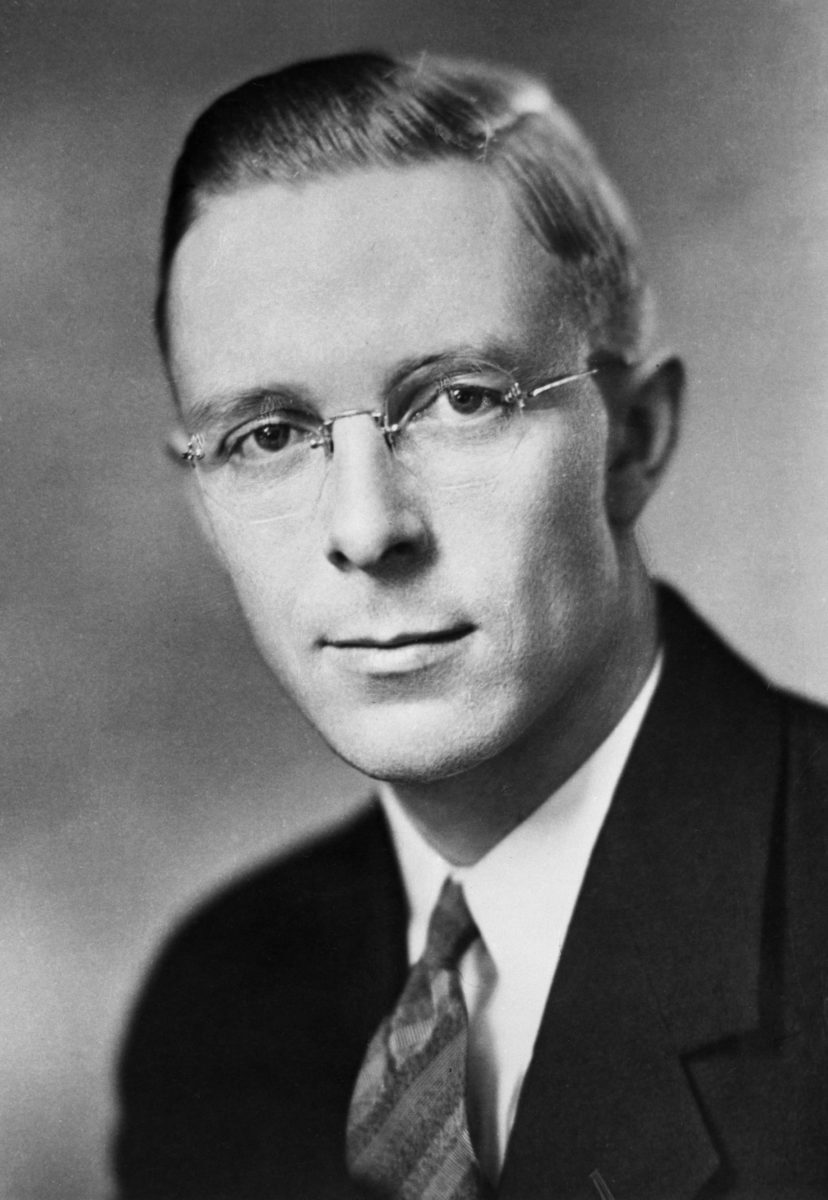
Ernest Manning

- Premier ministre : William Aberhart du Crédit social puis Ernest Manning du Crédit social
- Chef de l'Opposition : James Mahaffy
- Lieutenant-gouverneur : John Campbell Bowen
- Législature :

## Événements
- Mise en service du Oldman River Bridge pont en poutre à hauteur variable franchissant la Oldman river à Lethbridge[1].
- 23 mai : le premier ministre de l'Alberta William Aberhart meurt en fonction lors d'une visite à Vancouver, dans la province canadienne de la Colombie-Britannique, à l'âge de 64 ans.

## Naissances
- 21 juillet : William Mayer Flett, dit Bill Flett, (né à Vermillion en Alberta au Canada - mort le 13 juillet 1999), joueur professionnel de hockey sur glace qui joua dans la Ligue nationale de hockey pour les Kings de Los Angeles, les Flyers de Philadelphie, les Flames d'Atlanta et les Oilers d'Edmonton[2].
- 2 septembre : Glen Cameron Sather (né à High River), joueur professionnel et entraîneur de hockey sur glace en Amérique du Nord[3],[4].
- 7 septembre : Beverley McLachlin, née à Pincher Creek, juriste canadienne. Elle est juge en chef du Canada de 2000 à 2017.
- 7 novembre : Joni Mitchell, nom de  scène de Roberta Joan Anderson (née à Fort Macleod), auteure-compositrice-interprète, musicienne, chanteuse et peintre canadienne.

## Décès
- 23 mai : William Aberhart, premier ministre de l'Alberta alors qu'il était en fonction.